# Gabriel Forsell
Gabriel Wilhelm Julius Forsell, född 12 juni 1816 i Paris, död 11 februari 1907 på Udden vid Solberga, var en svensk brukspatron och tecknare.
Han var son till Christian Forssell och Sophia Christina von Seyerlein och från 1847 gift med friherrinnan Elisabeth Christina Wilhelmina Falkenberg af Trystorp samt bror till Eugenia Forssell. Vid sidan av sitt arbete som  brukspatron var Forsell verksam som konstnär och medverkade i konstutställningar på Konstakademien.